# 京都ニュース845
『京都ニュース845』（きょうとニュース はちよんご）は、NHK京都放送局で放送される京都府向けの『NHKニュース』のローカルニュース番組である。

## 放送時間
- 平日 20:45 - 21:00
  - 祝日・年末年始やオリンピック期間中は、京都からの放送を休止し、代替として20:55頃に大阪から『関西のニュース・気象情報』を放送する（12月31日を除く）。
  - 2018年度以降、通常の平日編成日であっても夕方の『京いちにち』が放送休止となる場合は本番組も休止し、代替として大阪発の『ニュース845〜関西のニュースと気象情報〜』を臨時ネットする。

## 概要
これまで京都放送局では「関西845」の前半部分をNHK大阪放送局からネット受けし、後半部分（20:53過ぎ）から京都府向けのオリジナルで府内ニュースを放送したが、地上デジタル放送が開始されることなどから、より地域に密着したニュース番組を制作することを目指し、2005年3月28日の放送から関西845のネット受けを打ち切って、15分間すべてを京都府域ローカルニュースにすることとした（ただし、祝日は休止され、大阪からの「関西845」をネットする）。その日のまとめの府内ニュースと最新の気象情報を伝える。気象情報は京風のBGMをバックに伝え、最後は京都市内の天気カメラの中継映像をバックに担当アナウンサーが締めの挨拶をして番組を終えている。
時間的に「ニュース610 京いちにち → ニュース630 京いちにち → 京いちにち」と近い事から、内容が重複する場合が多い。

## キャスター
- 原則としてNHK京都放送局のアナウンサーが交替で担当する。